# Schieti
Schieti (Schìa in dialetto gallo-piceno) è una frazione del comune di Urbino, in provincia di Pesaro e Urbino, nelle Marche.

## Geografia fisica
Si trova a nord-ovest rispetto a Urbino, in un'area pianeggiante sul fondo della media valle del fiume Foglia.
Ma il suo abitato più antico, un borgo fortificato (castello), è situato su un piccolo rilievo che s'innalza su questa piana. Dista circa 10 Km dal capoluogo comunale.

## Monumenti e luoghi d'interesse
Chiesa parrocchiale di San Giovanni Battista
È situata all'interno del castello. Risale all'anno mille, quando era soggetta all'antica abbazia benedettina di San Michele Arcangelo di Furesto; poi fu ceduta alla Curia vescovile tra i secoli XIII e XIV. La chiesa venne riconsacrata nel 1289, intitolandola alla Madonna, a San Cataldo e al Battista. Fece parte del territorio della Pieve di San Cassiano di Castelcavallino fino al 1614, quando venne dotata di un proprio fonte battesimale. L'aspetto odierno mescola vari stili, frutto dei vari interventi succedutisi nel corso dei secoli. Il portale principale in pietra, risale al XVIII secolo, opera degli scalpellini di Sant'Ippolito. L'interno è ad aula unica rettangolare con abside semicircolare, con due cappelle laterali, una a destra dedicata alla Madonna e l'altra a sinistra a San Francesco di Paola. Il campanile odierno è stato eretto agli inizi del XX secolo. A questa parrocchia è stata aggregata anche quella di San Paterniano di Ca' Mazzasette.

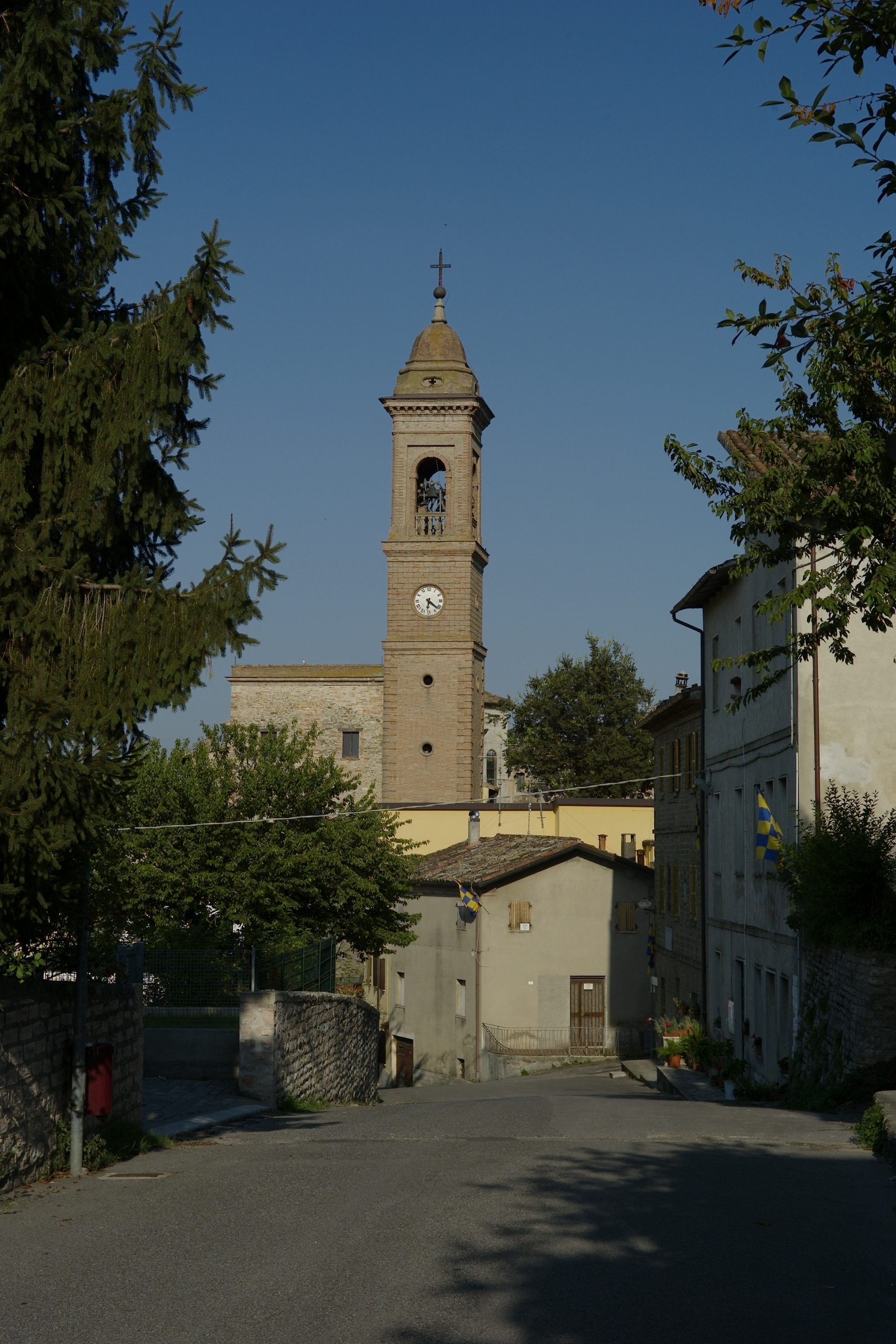
Il campanile della parrocchiale di Schieti
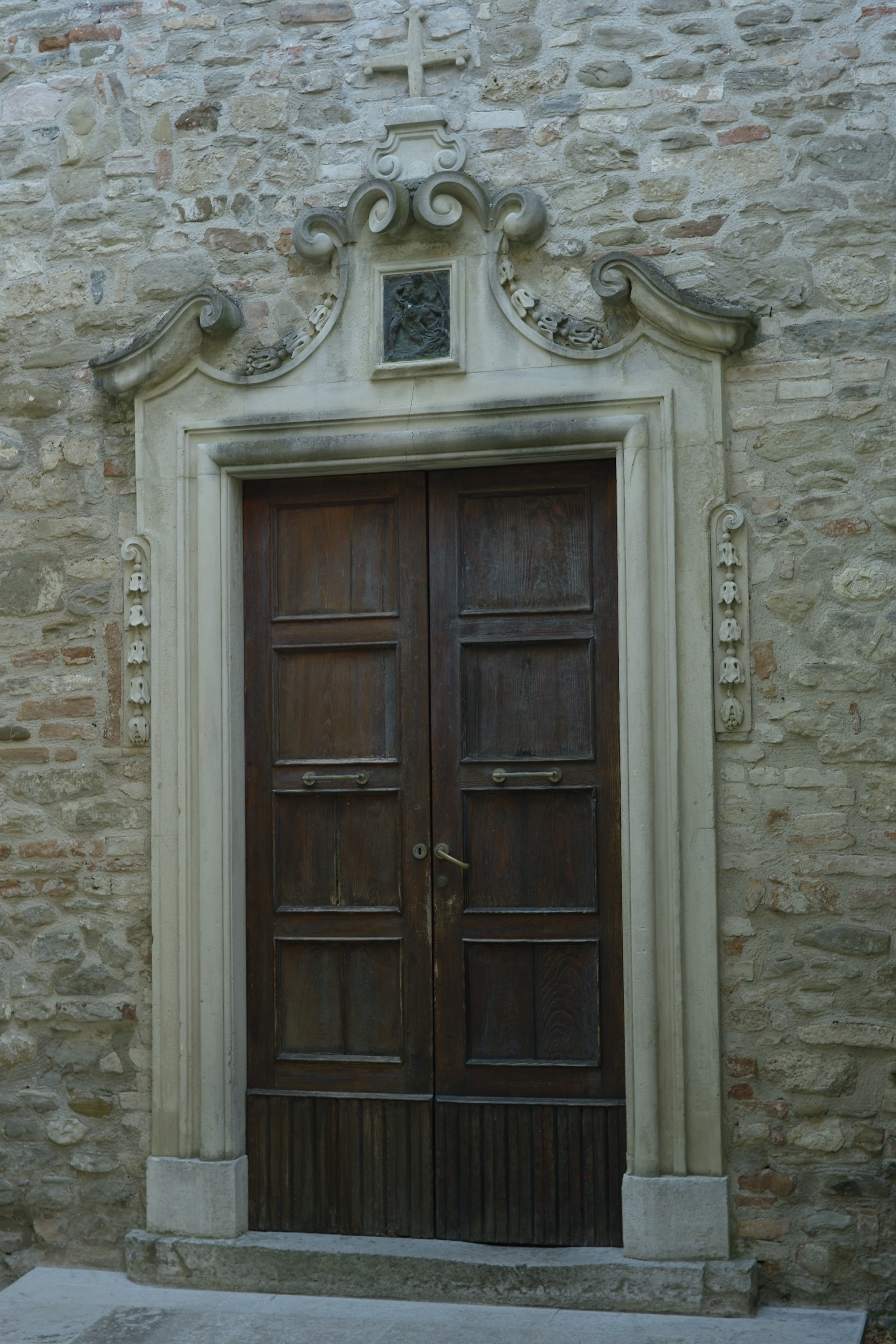
Il portale della parrocchiale di Schieti

Chiesa parrocchiale di San Martino di Pallino
Situata sulle colline, 3 km a sud-est di Schieti. Risale ad una pieve eretta nel sito verso il XIII secolo, assieme alla preesistente chiesa di San Cristoforo (che dipendeva dalla Pieve di Castelcavallino), costituendo insieme il Plebatus Palni. Nel corso dei decenni successivi la pieve di San Martino crebbe progressivamente, fino ad incorporare quella di San Cristoforo e giungendo alla massima estensione verso il XVI secolo. Agli inizi del XX secolo subì un'importante ristrutturazione che le conferì l'aspetto odierno. La chiesa si trova in aperta campagna, sul pendio di un colle rivolto verso la vallata del Foglia e sotto l'abitato di Pallino. Fin dalle origini rappresentò il fulcro di un'area rurale. L'interno si sviluppa ad aula unica rettangolare, a tre campate e con tre altari (il maggiore e due laterali), il presbiterio s'inserisce nella terza campata, a pianta rettangolare e delimitato dall'arco trionfale e da una balaustra in pietra. Sull'altare maggiore vi è la tela di Claudio Ridolfi, raffigurante L'elemosina di San Martino; invece l'altare di sinistra è dedicato al Crocifisso e vi è una tela seicentesca ispirata all'opera baroccesca del Noli me tangere, mentre l'altare di destra è dedicato alla Madonna del Rosario e vi si conserva una statua ottocentesca della Vergine, opera di Antonio Conti da Acqualagna. Nella chiesa si conservava anche un'opera attribuita a Giovanni Santi, raffigurante San Vincenzo Ferreri, spostata nel Museo diocesano Albani. Attigua alla chiesa sorge il fabbricato della canonica, eretto in un secondo tempo rispetto all'edificio liturgico.
Oratorio della Beata Vergine del Lago
Si tratta di una piccola chiesa di Pallino, risalente al XVIII secolo, derivante da un'edicola più antica. Fu proprietà della famiglia urbinate degli Alippi.
Cappella Viviani
Situata vicino a Pallino, in località Cal Ciuccio. Eretta nel XVIII secolo e dedicata alla Natività della Vergine e alla Beata Vergine della Mercede. Fu proprietà della nobile famiglia urbinate dei Viviani.

## Cultura

### Istruzione
Una scuola primaria, facente parte dell'Istituto Comprensivo Statale "Anna Frank" di Sassocorvaro Auditore.

### Istituzioni culturali
Centro socio culturale "Don Italo Mancini"
Fondato nel 1997, con lo scopo di commemorare il compaesano don Italo Mancini, tramite la tutela e la valorizzazione delle antiche tradizioni locali. Nel 2003, in occasione del decennale dalla scomparsa del sacerdote filosofo, il Centro ha apposto un'epigrafe commemorativa sulla sua casa natale ed ha inaugurato un monumento a lui dedicato, all'interno del castello, tra la sede del Centro e la chiesa parrocchiale. Il monumento è stato realizzato in bronzo dall'artista locale Antonio Fontanoni. Il Centro ha pubblicato nel corso degli anni diversi testi sulla storia della frazione.

### Eventi e manifestazioni
Palio dei trampoli
È nato nel 1998, su iniziativa del Centro "Italo Mancini". I trampolieri della frazione partecipano, dal 2007, anche a Tocatì - Festival Internazionale dei Giochi in Strada di Verona.

## Economia
Questa frazione ha una delle maggiori concentrazioni di attività industriali dell'intero territorio comunale, che la rendono una delle frazioni più indipendenti sul piano economico dal capoluogo comunale. Tra le industrie bisogna segnalare la presenza di quella di Piero Guidi, azienda di abbigliamento e pelletteria famosa a livello internazionale.
Nella frazione sono presenti attività legate sia al settore agricolo che al settore terziario.

## Infrastrutture e trasporti
Schieti è collegata con Urbino mediante la Strada Provinciale 9.

La frazione doveva essere attraversata dalla linea ferroviaria Urbino - Santarcangelo di Romagna, progettata nella prima metà del XX secolo e rimasta incompiuta. A testimonianza di ciò rimangono il fabbricato della stazione (riconvertito in abitazione privata), l'ex magazzino merci e l'ex casello (anch'esso adibito ad abitazione privata). Parte del sedime è diventato via della ferrovia. Nelle vicinanze della frazione si possono vedere i ruderi di due ponti su cui doveva passare la linea; parzialmente distrutti, durante la Seconda Guerra Mondiale, dall'esercito tedesco in ritirata, nell'operazione mirata all'isolamento di Urbino. Un ponte doveva collegare la stazione ferroviaria con la galleria verso la frazione di Trasanni.

## Sport

### Calcio
Milita in Seconda Categoria la squadra dello Schieti Calcio.

### Strutture sportive
- Un campo sportivo (Campo comunale) situato in piazza della Libertà.